# Donji Jelovac
Donji Jelovac je naselje v občini Kozarska Dubica, Bosna in Hercegovina. 

## Deli naselja
Beč, Brnaće, Čađe, Donji Jelovac, Kalata, Macure, Poljari, Vučeni in Zecovi.

## Prebivalstvo
| Pregled števila prebivalcev po letih | Pregled števila prebivalcev po letih | Pregled števila prebivalcev po letih | Pregled števila prebivalcev po letih | Pregled števila prebivalcev po letih | Pregled števila prebivalcev po letih |
| ------------------------------------ | ------------------------------------ | ------------------------------------ | ------------------------------------ | ------------------------------------ | ------------------------------------ |
| 1948                                 | 1953                                 | 1961                                 | 1971                                 | 1981                                 | 1991                                 |
| -                                    | -                                    | -                                    | 444                                  | 445                                  | 466                                  |

| Narodna sestava prebivalstva po letih                                                                                    | Narodna sestava prebivalstva po letih                                                                                      | Narodna sestava prebivalstva po letih                                                                                      |
| --- | --- | --- |
| 1971 | 1981 | 1991 |
| . skupaj: 444 Srbi 444 (100 %) Hrvati 0 (0,00 %) Muslimani 0 (0,00 %) Jugoslovani 0 (0,00 %) drugi in neznano 0 (0,00 %) | . skupaj: 445 Srbi 436 (97,97 %) Hrvati 2 (0,44 %) Muslimani 1 (0,22 %) Jugoslovani 3 (0,67 %) drugi in neznano 3 (0,67 %) | . skupaj: 466 Srbi 453 (97,21 %) Hrvati 3 (0,64 %) Muslimani 0 (0,00 %) Jugoslovani 5 (1,07 %) drugi in neznano 5 (1,07 %) |